# Grève féministe du 14 juin
La grève féministe du 14 juin, aussi appelée la grève des femmes du 14 juin, est une grève des femmes organisée chaque 14 juin en Suisse depuis 2019, afin de protester contre les inégalités salariales entre hommes et femmes, la discrimination à l'embauche en raison de la couleur de peau ou du genre et les comportements sexistes au travail. 
La date a été décidée en souvenir de la grève du 14 juin 1991 des ouvrières de la vallée de Joux pour de meilleures conditions de travail.

## Dénomination
Le nom « grève féministe » plutôt que « grève des femmes » vise à inclure toutes les personnes qui soutiennent les revendications féministes, au-delà des seules femmes.
Le changement de nom, qui s'accompagne d'une critique du capitalisme,, ne fait pas l'unanimité, notamment auprès de femmes situées au centre ou à la droite de l'échiquier politique, qui dénoncent des revendications extrémistes,, mais aussi chez certaines figures historiques telles que Christiane Brunner, à l'origine de la Grève des femmes de 1991.

## Droit de grève en Suisse
Dans l'article 28 la constitution de la Suisse, le droit de grève est défini comme suit : 

« 1. Les travailleurs, les employeurs et leurs organisations ont le droit de se syndiquer pour la défense de leurs intérêts, de créer des associations et d'y adhérer ou non.
2. Les conflits sont, autant que possible, réglés par la négociation ou la médiation.
3. La grève et le lock-out sont licites quand ils se rapportent aux relations de travail et sont conformes aux obligations de préserver la paix du travail ou de recourir à une conciliation.
4. La loi peut interdire le recours à la grève à certaines catégories de personnes. »

La question de la légitimité juridique de la grève féministe s'est plus fois posée, étant donnée qu'il s'y ajoute des revendications dépassant le cadre du droit du travail. Cependant, plusieurs employeurs acceptent la prise d'une demi-journée ou d'un jour de congé, à condition que l'entreprise ne soit pas perturbée et les heures rattrapées. Catherine Frammery, journaliste au Temps, résume que c'est « avant tout un grand coup de gueule festif, en toute « adelphité » (sentiment de camaraderie non genré, regroupant fraternité et sororité), pour se faire entendre ».

## Historique

### Mobilisation
Le 14 juin 1991, les ouvrières de la vallée de Joux et  plus de 500 000 femmes protestent contre leurs conditions de travail, afin de revendiquer un meilleur salaire. La grève des femmes du 14 juin 2019 est très médiatisée : ce sont plusieurs milliers de personnes dans toute la Suisse, dont 75 000 à Genève, qui se réunissent.

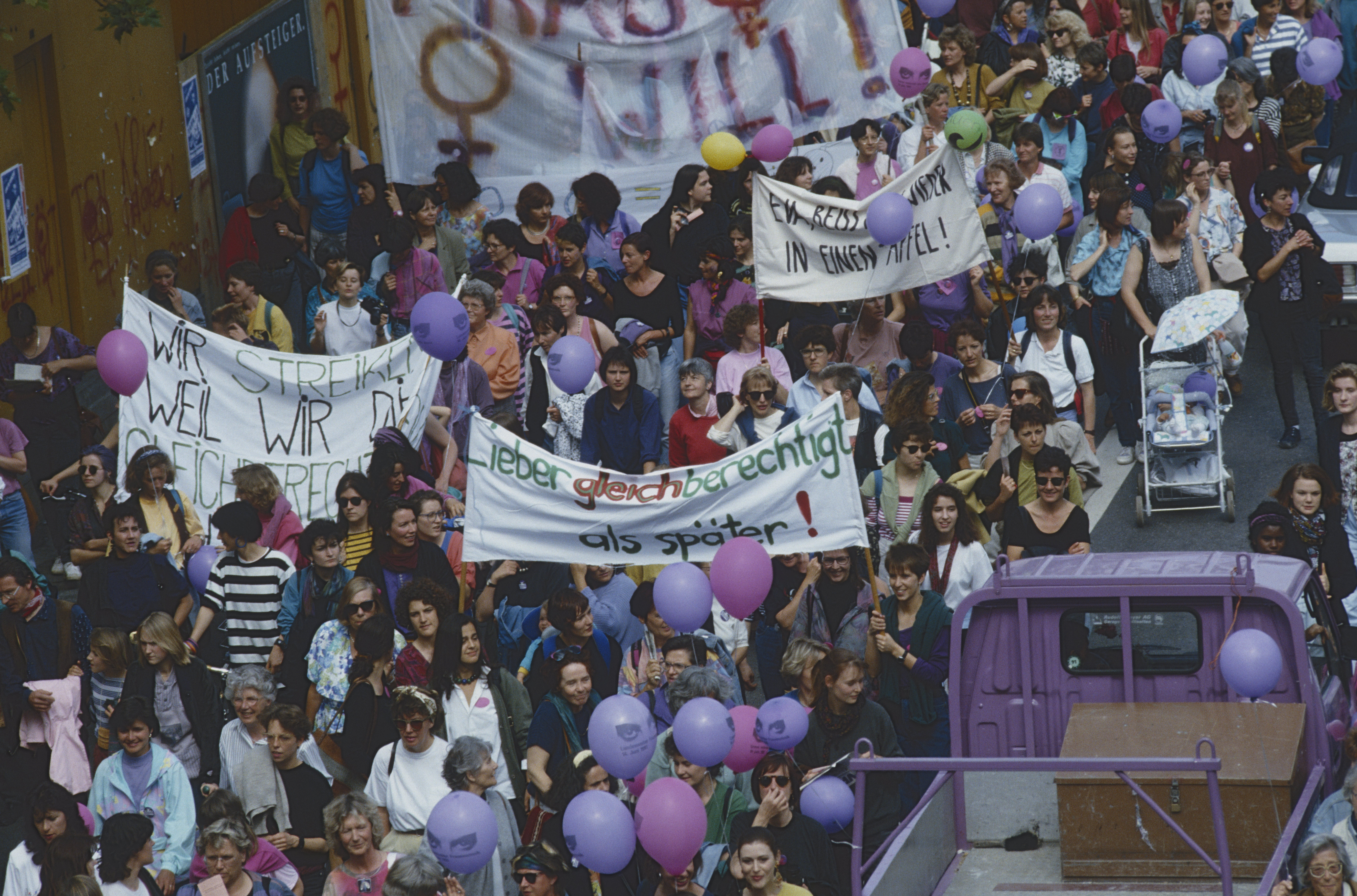
Grève du 14 juin 1991 à Zurich.
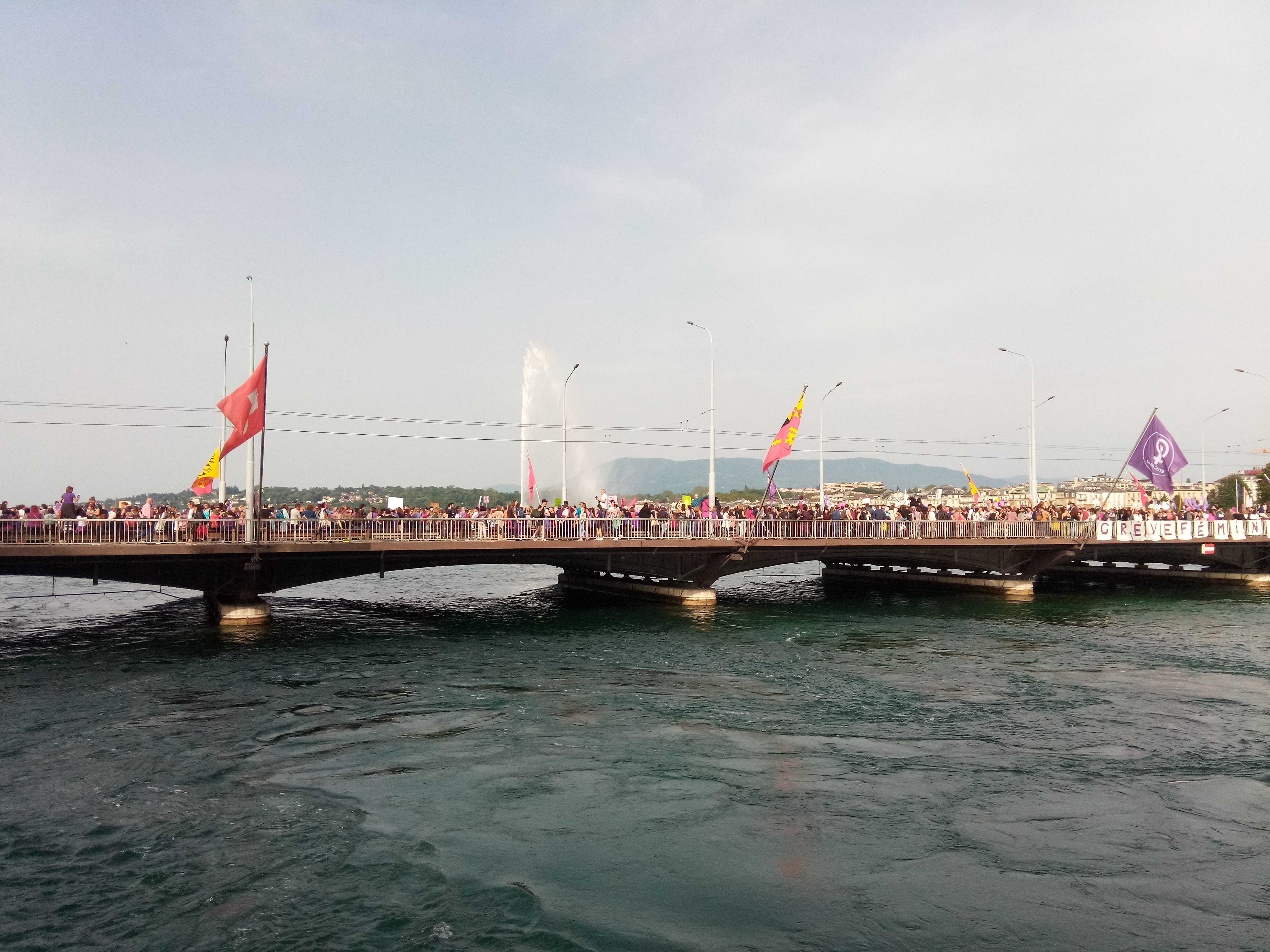
Grève du 14 juin 2019 sur le pont du Mont-Blanc, à Genève.

### Organisation
L'organisation de la grève féministe est très décentralisée, chaque collectif féministe s'organisant de son côté pour le 14 juin. Diverses activités sont proposées, généralement dans une ambiance festive et politique.[réf. nécessaire]

## Revendications
Sur son site officiel, la grève féministe revendique : 
- une hausse des salaires et des rentes de vieillissement,
- une meilleure conciliation de la vie privée et de la vie professionnelle,
- la lutte contre le harcèlement sexuel et moral au travail,
- une meilleure reconnaissance des métiers du soin aux personnes